# Estlands konstakademi
Estlands konstakademi (estniska: Eesti Kunstiakadeemia) i Tallinn är en konsthögskola med utbildning i konst, formgivning, arkitektur, media, konsthistoria och av  konservatorer. 
Estlands konstakademi grundades 1914 av Estlands konstförening i Tallinn som Tallinns konstfackskola. Den var då den första konstskolan i Estland och följde läroplanerna från Alexander von Stieglitz konstskola i Sankt Petersburg, vilket innebar att tekniska och praktiska färdigheter sattes i främsta rummet.
Efter Estlands självständighet döptes skolan om till Statens konstfackskola. Efter reformering av utbildningen under 1920-talet följde skolan utbildningsmönster från västra Europa och etablerade utbildningar i grafik, skulptur, keramik, metallslöjd, glas och gravyr, och textilvävnad. År 1938 delades skolan i Statens högre konstskola och Statens skola för konsthantverk.
Efter det att Pallas konstakademi i Tartu stängts 1951, överfördes måleriutbildningen där till Estlands konstakademi, varefter all konstutbildning i landet fortsättningsvis bedrevs i Tallinn. År 1949 övertog konstakademin utbildningen i arkitektur från Tallinns yrkeshögskola, det nuvarande Tallinns tekniska universitet. 
År 1989 omdöptes konstakademin till Tallinns konstuniversitet och studierna organiserades på kandidatnivå och magisternivå samt som forskarutbildning. Efter en finansiell kris vid mitten av 1990-talet ändrades namnet 1996 till Estlands konstakademi. Samma år införlivades Academia Non Grata i Pärnu.

## Byggnaden
Estlands konstakademi finns sedan augusti 2018 i Rauaniit-byggnaden, en om- och tillbyggd tidigare textil- och konfektionsfabrik. Den är ursprungligen ritad av Eugen Habermann, och ligger på Põhjaavenyn 7 i stadsdelen Kalamaja, i hörnet av Kotzebuegatan och Põhjaavenyn . Arkitekter för ombyggnaden var Joel Kopli, Koit Ojaliiv och Juhan Rohtla från arkitektbyrån Kuu Architects. I teamet ingick även filosofen Eik Hermann.
Byggnaden har sex våningar ovan jord och en källarvåning, med en sammanlagd nettoarea om cirka 12 000  m² , samt två takterrasser. Det finns ett kafé, utställningsutrymmen och ett bibliotek, som är öppna för allmänheten.
Konstakademin var fram till flyttningen till de nya lokalerna under en period temporärt inhyst i det tidigare Estniska Riddarhuset på Domberget i Tallinns gamla stad.